# Papiro 8
El Papiro 8 (en la numeración Gregory-Aland), designado como {\displaystyle {\mathfrak {P}}}8 o α 8 (von Soden), es una copia antigua de parte del Nuevo Testamento en griego koiné. Es un manuscrito en papiro de los Hechos de los Apóstoles, contiene Hechos 4:31-37; 5:2-9; 6:1-6.8-15. El manuscrito paleográficamente ha sido asignado al siglo IV.

## Descripción
El texto está escrito en dos columnas por página, en 25 líneas por página.

## Texto
El texto griego de este códice es una representación del tipo textual alejandrino. Aland lo ubicó en la Categoría II.

## Historia
El texto del códice fue publicado por Salonius en 1927. Actualmente se guarda en los Museos Estatales de Berlín (Inv. no. 8683) en Berlín.

## Lectura adicional
- C. R. Gregory, Textkritik des Neuen Testaments III (Leipzig: 1909), pp. 1087-1090.
- Gregory, Caspar René (1908). Die griechischen Handschriften des Neuen Testament. Leipzig: J.C. Hinrichs’sche Buchhandlung. p. 46.
- A. H. Salonius, Die griechischen Handschriftenfragmente des Neuen Testaments in den Staatlichen Museen zu Berlin, ZNW 26 (1927), p. 97-119.

- Datos: Q670775
- Multimedia: Papyrus 8 / Q670775